# Kreckwitzer Höhen
Die Kreckwitzer Höhen (obersorbisch Krakečanske hórki; im Volksmund auch „Kreckwitzer Berge“) ist eine aus insgesamt vier bewaldeten Hügeln bestehende Hügelkette, deren höchste Erhebung mit 196 m über NN der Mittelberg ist.

## Lage
Die Kreckwitzer Höhen befinden sich ca. 6 km nordöstlich von der sächsischen Stadt Bautzen in der Oberlausitz. Sie verlaufen über eine West-Ost-Ausdehnung von ca. 1200 m nahezu parallel zur Bundesautobahn 4 und erstrecken sich über eine Gesamtfläche von circa 0,25 km². Namentlich werden die Hügel Krähenberg, Lindenberg, Mittelberg sowie Bauerberg (von West nach Ost) genannt.
Etwa 500 m südwestlich der Höhenzüge liegt der namensgebende Ort Kreckwitz, im Süden die Ortschaft Litten (1 km). In nördlicher Richtung befinden sich Doberschütz (1 km) sowie Pließkowitz (2 km). Die Kreisstraße 7220 verbindet Kreckwitz und Doberschütz und führt direkt am ersten Hügel vorbei. In östlicher Richtung befinden sich zudem die Ortschaften Purschwitz (1,5 km) und Kleinbautzen (1,5 km).

Das Bild wurde in circa 1 km Entfernung nordöstlich der Kreckwitzer Höhen zwischen Kreckwitz und Kleinbautzen aufgenommen. Zu sehen sind zwei der markanten Hügel im Vordergrund, das Oberlausitzer Bergland im Hintergrund sowie in der Ferne ein kleiner Teil des tschechisch/polnischen Isergebirges.

## Geografie
Die Südhänge der Hügel fallen teilweise steil um bis zu 30 Höhenmeter ab. Dadurch eröffnet sich an vielen Stellen ein guter Blick auf das Lausitzer Bergland, welches sich in circa 10 km Entfernung erhebt. Der niedrigste Punkt der Umgebung wird auf knapp 154 m über NN am südlich vorbeifließenden Albrechtsbach erreicht. Insbesondere nördlich der Hügelkette grenzen mehrere ähnlich hohe Höhenzüge an, die bezüglich ihrer Geologie, Flora und Fauna Ähnlichkeiten mit den Haupthügeln aufweisen. Dahinter fällt das Gelände allmählich in das Biosphärenreservat Oberlausitzer Heide und Teichlandschaft ab.

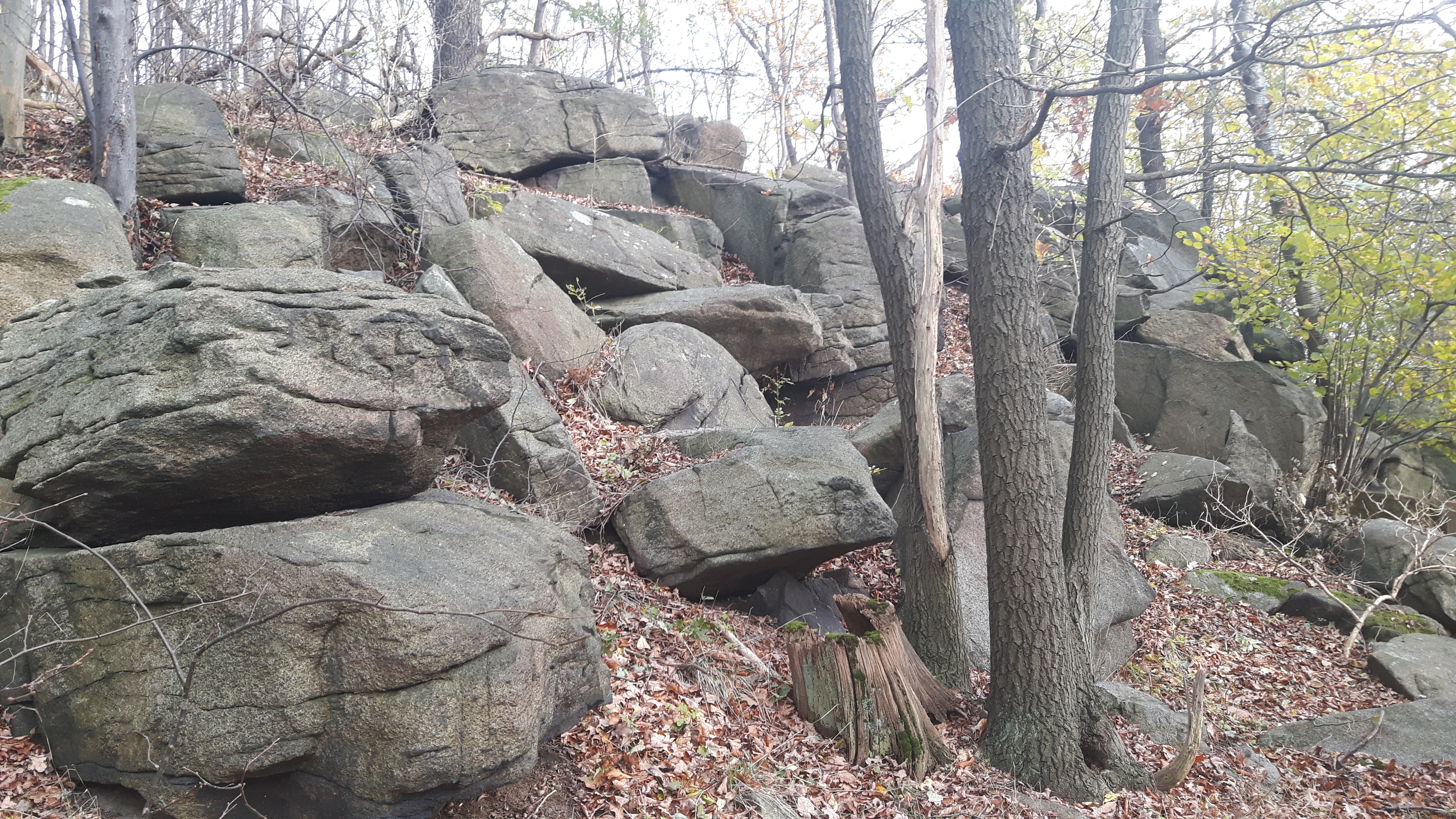
Typische Felsformation der Umgebung, beispielhaft hier an der Südseite des Mittelberg.

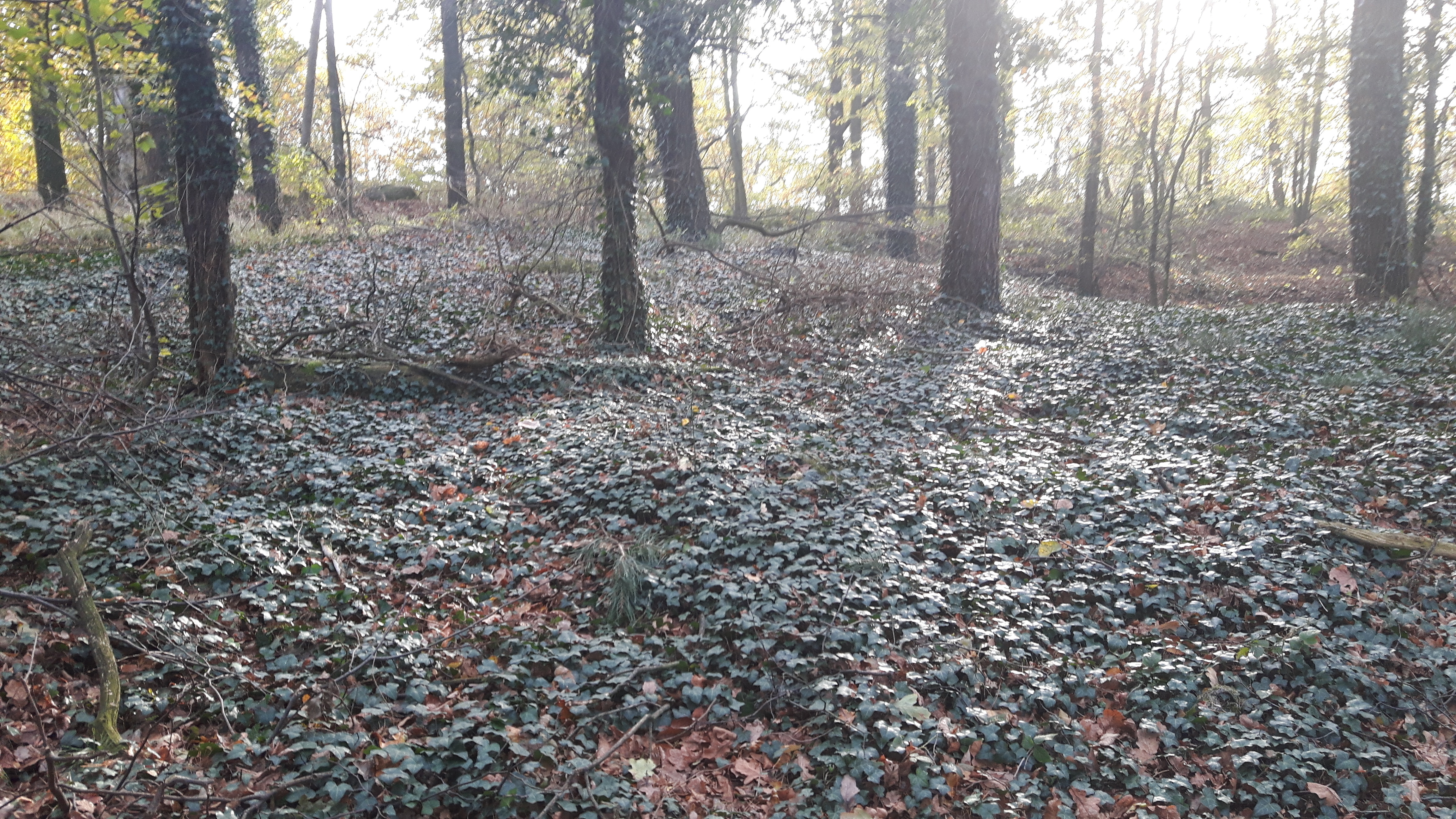
Efeu im Herbst auf dem Krähenberg.

## Geologie
Die steile Form der Hügel ergibt sich durch die darauf und darunter befindlichen Felsformationen aus Granodiorit. Diese sind auf allen vier Hügeln und auf vielen Erhebungen der Umgebung wie dem Teufelsstein und der Tschemelschka zu finden.

## Flora und Fauna
Alle vier Hügel sind durchgehend dicht bewaldet, wobei es sich um Mischwald mit leichtem Überhang zu Laubwald handelt. Der Waldbestand ist noch nicht alt. Bis auf einige wenige Bäume waren die Kreckwitzer Höhen daher vor ca. 100 Jahren noch von Wiesenwuchs geprägt. Die zur Sonne hingerichteten Südhänge der Haupthügel (sowie vieler umliegender Erhebungen) sind im Sommer stark mit bis zu hüfthohen Dornengewächsen und Gräsern bewachsen, während die Nordhänge zumeist den Waldboden und die Felsstrukturen vielerorts freigeben. Am Weg, der südlich der Hügel entlang verläuft, stehen zudem viele Obstbäume, genauer Süßkirschen, welche zu Zeiten der DDR von der Gemeinde als Ortsverwaltung, an Einwohner der umliegenden Ortschaften verpachtet wurden.
Der Waldwuchs dient heute als Lebensraum für viele einheimische Tiere. Sogar ein Wolf wurde hier im Jahr 2011 wieder gesichtet. Erwähnenswert sind auch die vielen Ameisenhaufen der großen Waldameise, welche besonders im Frühjahr in den ersten wärmenden Sonnenstrahlen ganze Straßen aus den krabbelnden Insekten im Unterholz bilden.
Einzigartig in der Umgebung ist das starke Vorkommen des Gemeinen Efeu, der zumeist nur auf dem Gipfel und der Nordseite des Krähenberges zu finden ist und dort im Herbst bis in die Baumkronen hinein rankt.

## Historisches
Am Fuß des westlichen Hügels steht ein ca. 1,10 m hohes Sühnekreuz, in das ein schmales Schwert gehauen ist. Der Geschichte nach wurde es zum Gedenken an einen Kaplan aufgestellt, welcher an einem Weihnachtsabend am Fuße des Hügels von den Kreckwitzer Einwohnern erschlagen wurde. Hintergrund war sein vehementer Widerstand gegenüber dem Wunsch der Kreckwitzer, welche in der Reformationszeit gern zum lutherischen Glauben wechseln wollten. Als Sühne mussten die Kreckwitzer dieses Kreuz aufstellen.

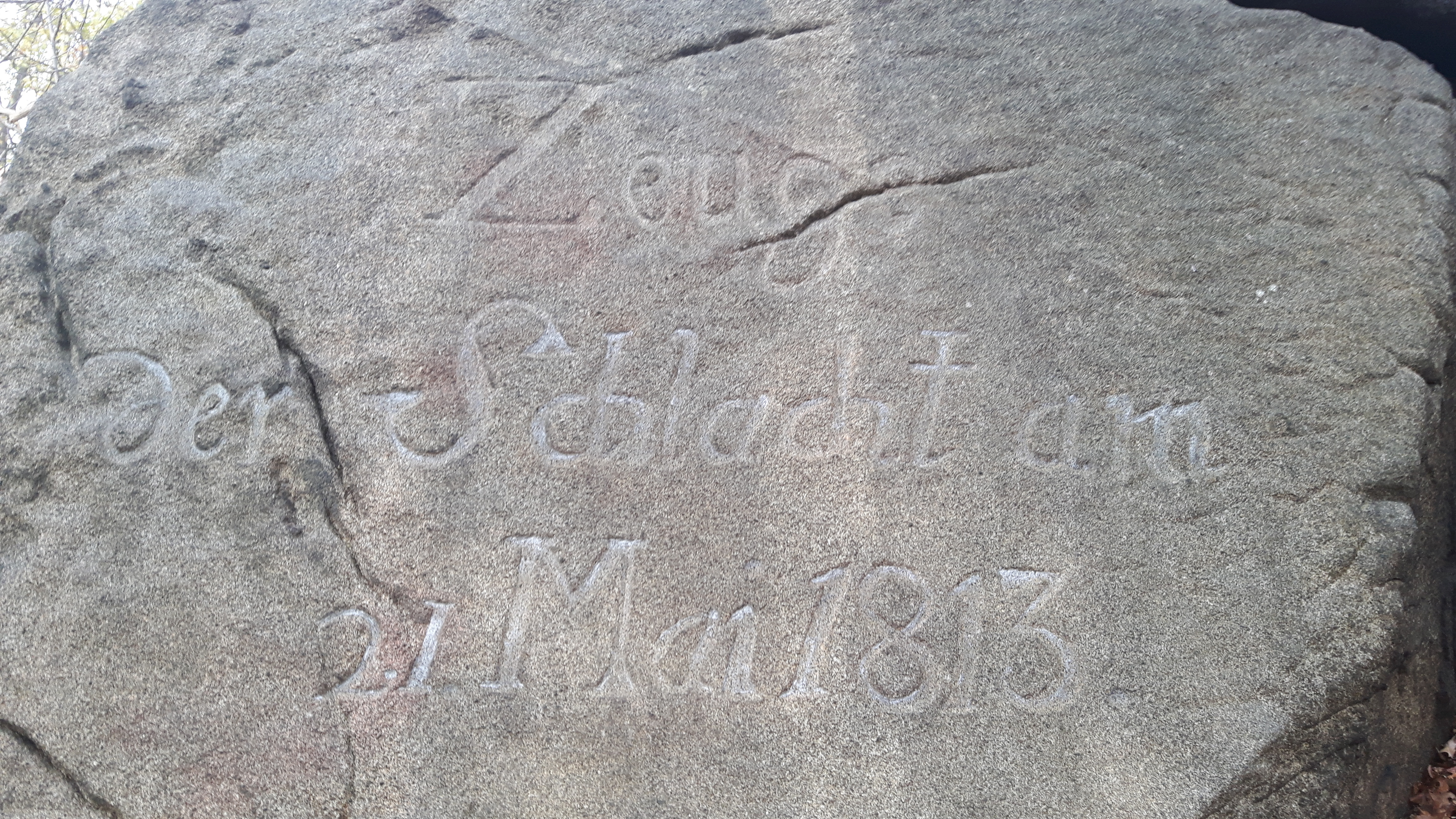
Felsen auf dem Mittelberg mit der Inschrift: „Zeuge der Schlacht am 21. Mai 1813“.

Die Kreckwitzer Höhen waren aufgrund ihrer geografischen Lage auch immer wieder Schauplatz von Kampfhandlungen in diversen Kriegen. Die Schlacht bei Bautzen hatte beispielsweise am 21. Mai 1813 hier ihr Hauptkampfgebiet. Als Erinnerung an diese Zeit wurden Inschriften in zwei Felsen gehauen, die heute noch sehr gut erhalten sind. Zu finden sind beide Felsen auf der Südseite des Mittelberges (dritter Hügel von West nach Ost) unterhalb des Gipfels inmitten einer Felsengruppe.
Direkt nördlich vom ersten westlichen Hügel befindet sich auf einem weiteren Höhenzug das Blücherdenkmal.
Im Zweiten Weltkrieg wurden ebenfalls Kämpfe bei der Schlacht um Bautzen auf und um den Kreckwitzer Höhen ausgetragen.
Während der DDR-Zeiten wurden die Kreckwitzer Höhen von Zeit zu Zeit durch die Nationale Volksarmee für Übungs- und Manöverzwecke genutzt.

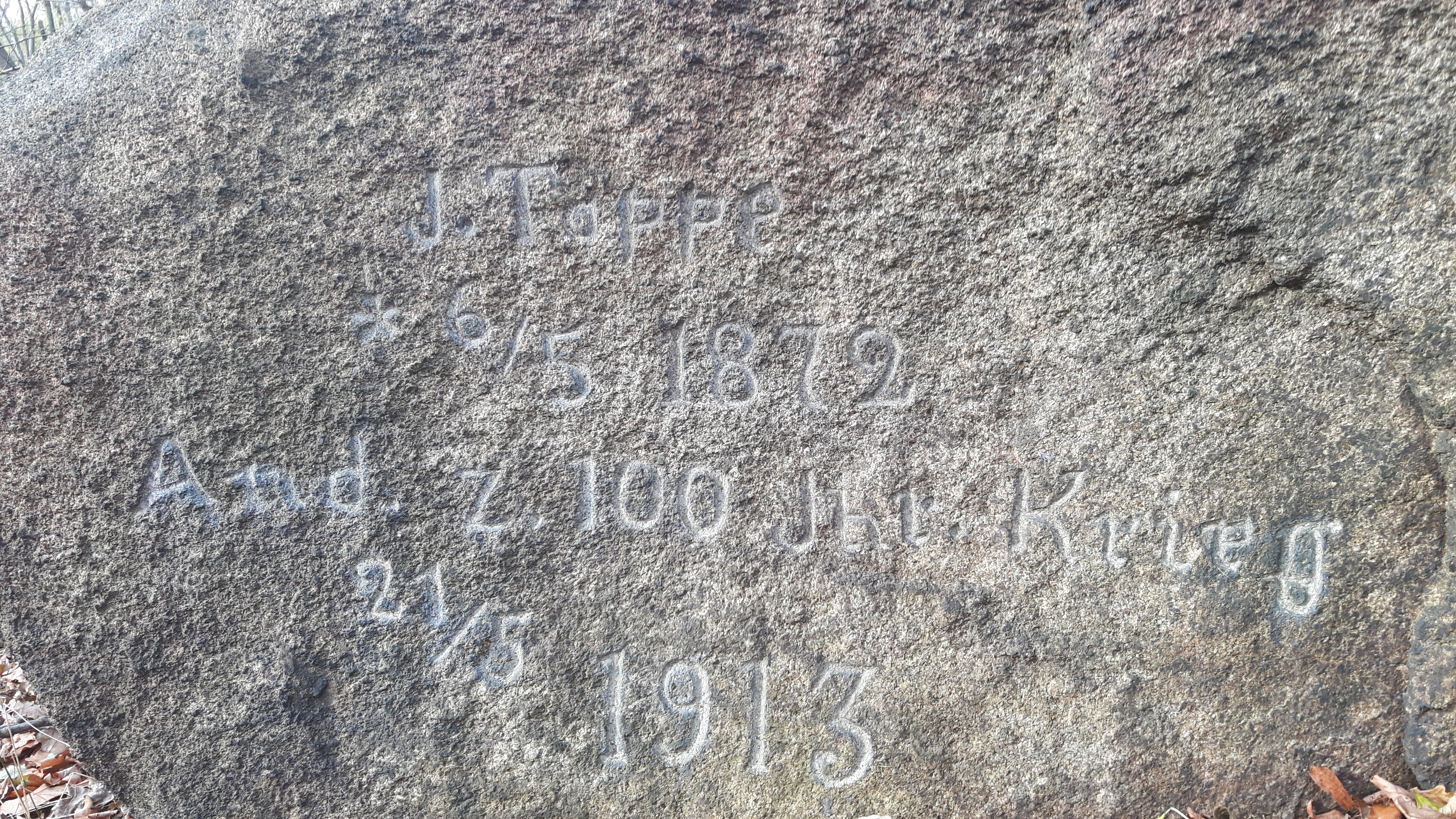
Felsen auf dem Mittelberg mit einer Inschrift anlässlich des 100. Jahrestag der Schlacht am 21. Mai 1813.

## Umgebung
Die vier Haupthügel von West nach Ost:
- Krähenberg (188 m ü. NN)
- Lindenberg (187 m ü. NN)
- Mittelberg (195,9 m ü. NN)
- Bauerberg (180 m ü. NN)

Auf einer Karte aus der Zeit der Befreiungskriege wird der Lindenberg als Eichenberg und der Bauerberg als Kirchenberg bezeichnet. Die Namen und Höhenangaben der anderen beiden Erhebungen sowie der unten folgenden wurden von einer Vermessungskarte [Messtischblatt] entnommen.
Weitere markante Erhebungen in der direkten Umgebung sind:
- Blücherhügel (184 m ü. NN)
- Tschemelschka (175 m ü. NN)

Die Tschemelschka (auch Zschemelschka, von Sorbisch Křemjelčka) ist eine etwa 1200 m² große Insel inmitten eines Ackerfeldes, bestehend aus Büschen, Bäumen und der Umgebung typischen weißen Felsen, nach denen sie auch benannt ist (křemjeń = „Quarz“). Sie befindet sich 500 m nördlich des Blücherhügels.
- Galgenberg (185 m ü. NN)

Der Galgenberg erhebt sich unmittelbar östlich der Tschemelschka. Sein Bergrücken erstreckt sich auf circa 400 m Länge in Ost-West-Richtung parallel zu den südlich gelegenen Haupthügeln der Kreckwitzer Höhen.
- Schafberg bei Doberschütz (181 m ü. NN)

Der Schafberg ist eine Doppelkuppe, die in Ost-West-Richtung verläuft und direkt an die Ortschaft Doberschütz grenzt. Während sich auf der westlichen Kuppe Ackerflächen und Wiesen befinden, ist ein Großteil der östlichen Erhebung stark von Bäumen und Büschen bewachsen. Vom westlichen Teil eröffnet sich in Richtung Süden und Südwesten der Blick nach Bautzen und dem Lausitzer Bergland, im Westen und Nordwesten nach Quatitz, Großdubrau, und Doberschütz, sowie zum Kraftwerk Boxberg im Norden.
- Weinberg (184 m ü. NN)
- Koppatsche (189 m ü. NN)

Die Koppatsche markiert die westlichste Erhebung in diesem Gebiet. Sie befindet sich 500 m südwestlich des Weinberges sowie 800 m nordwestlich der vier Haupthügel. Sie verläuft genau wie der Weinberg in Nord-Süd-Richtung, ist auf dem Bergrücken vollständig bewaldet sowie von Ackerland umgeben. Insbesondere auf den jeweiligen Südseiten sind Kiefern zu finden. Bedeutsame Felsformationen weisen sie jedoch nicht auf.
- Lindenberg (183 m ü. NN)

Der Lindenberg befindet sich nordwestlich des Ortes Kleinbautzen. Seine Ostseite ist von zahlreichen Kirschbäumen bewachsen. Nördlich dieser Erhebung befinden sich ein Steinbruch sowie der Teufelsstein.
- Teufelsstein (175 m ü. NN)
- Cammenzberg (167 m ü. NN)

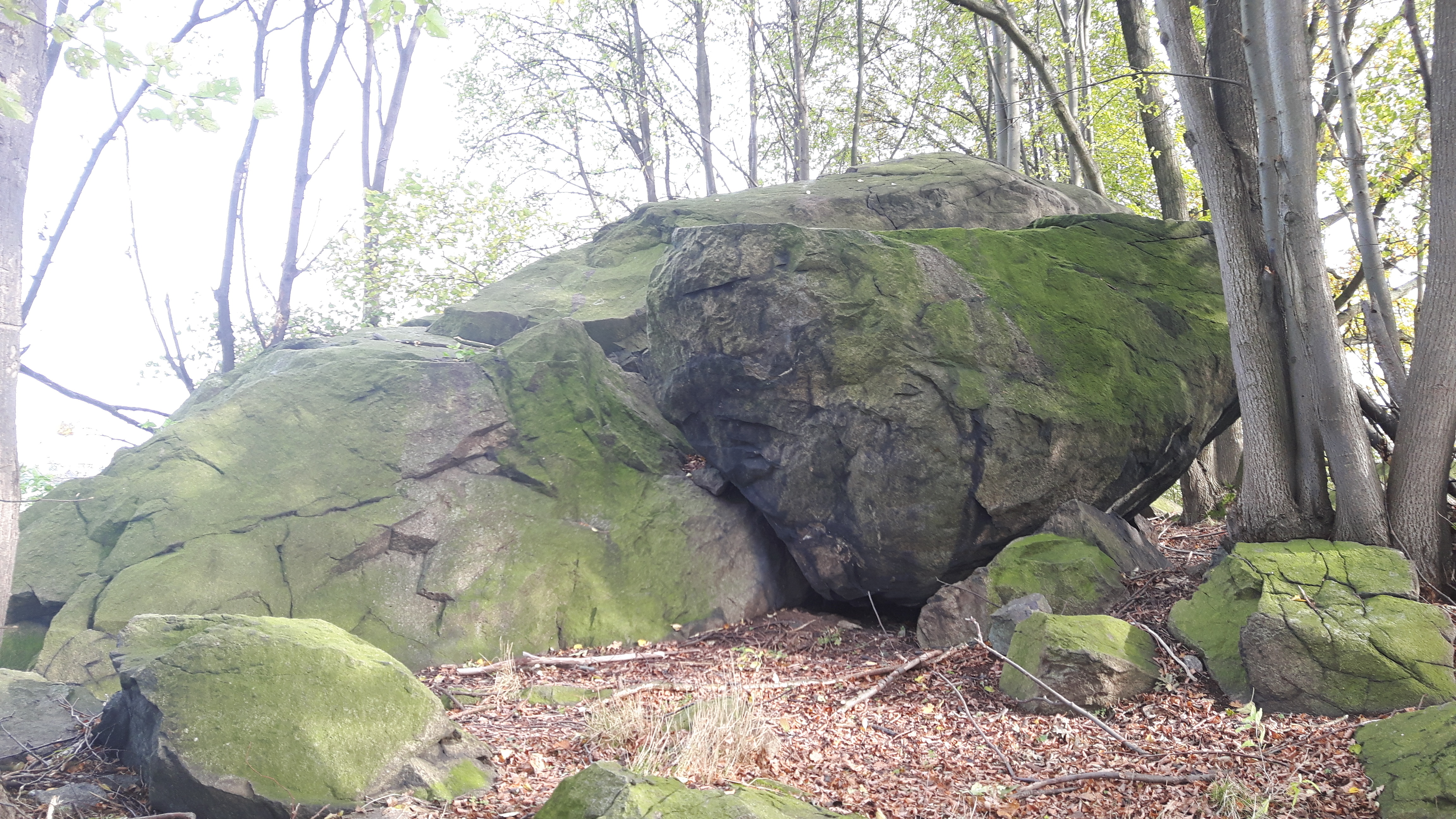
Blick auf die zwei größten Exemplare dieser Felsengruppe nahe Kleinbautzen.

Diese Erhebung ist die nördlichste der Umgebung und befindet sich nahe dem Ort Pließkowitz circa 1,7 km von den vier Haupthügeln der Kreckwitzer Höhen entfernt. Sie besteht aus zwei kleinen voneinander getrennten Waldflächen, die in allen Richtungen von Ackerland umgeben sind. An der Westseite führt die Verbindungsstraße zwischen Pließkowitz und Kleinbautzen vorbei.
Eine weitere größere Felsengruppe befindet sich 700 m westlich von Kleinbautzen nahe den vier Haupthügeln der Kreckwitzer Höhen und ist zu Fuß von der Mühlstraße in Kleinbautzen aus zu erreichen. Umgeben von Wiesen und Ackerflächen befinden sich dort zwischen einigen Bäumen versteckt auf circa 1600 m² Fläche zahlreiche Felsen unterschiedlicher Größen, die ebenfalls aus Granodiorit bestehen. Der größte Felsen in dieser Formation weist an den jeweils breitesten Stellen schätzungsweise eine Maße von 8 × 3 × 3 m auf und ist somit neben den Felsen des Teufelsteins einer der größten sichtbaren Felsen der gesamten Umgebung.